# Cuyacas

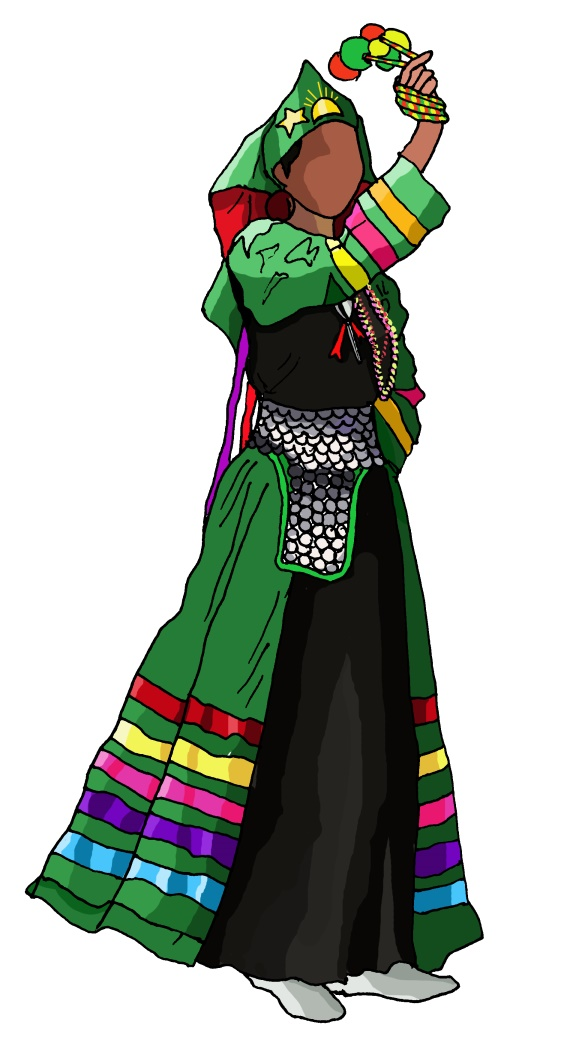
Vestuario referencia Cuyacas de Iquique, Gala

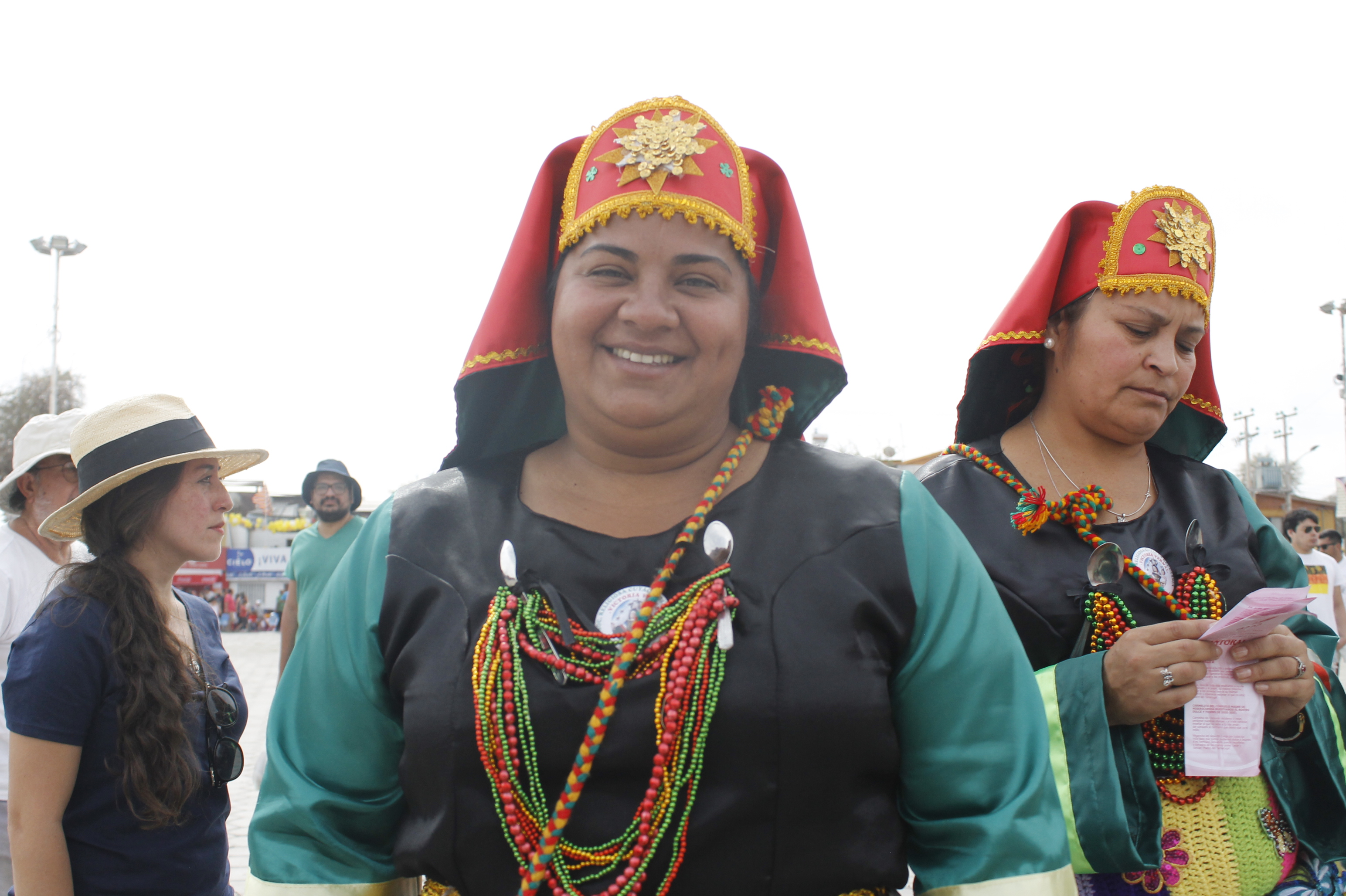
Vestuario Cuyacas de Victoria Vernal

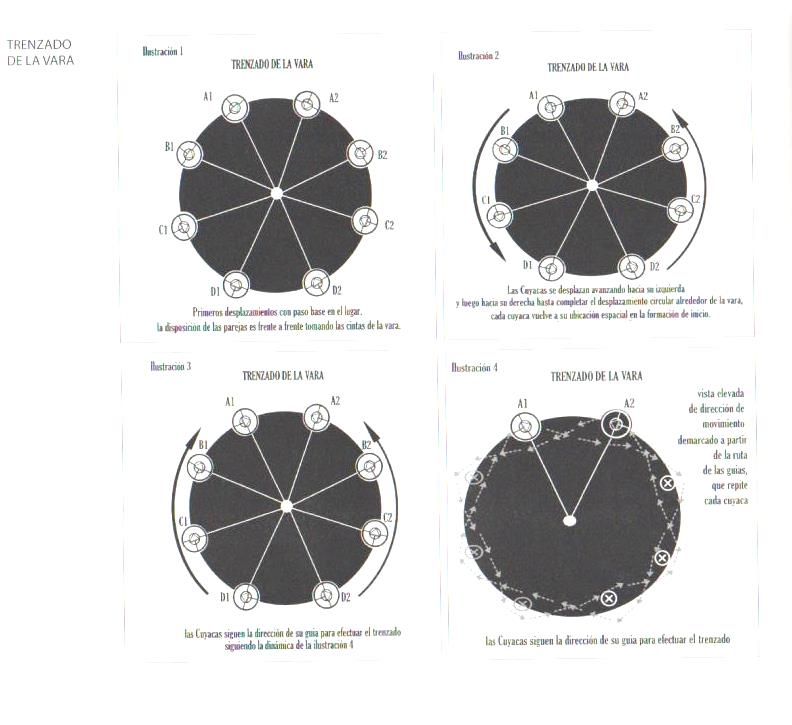
Esquema trenzado de la vara

El baile de Cuyacas (en Aymará: "hermana" ) es una danza religiosa de paso, acompañada por lakitas, compuesta únicamente por mujeres, con una raigambre andina, creado en honor a la Virgen del Carmen de la Tirana, pero presente también en Arica y la Calera. Se crea en el 4 de diciembre del año 1932 por un grupo de mujeres, tomando como referencia los antiguos bailes de pastoras o llameras del altiplano. En esta creación inicial se encontraban Victoria Vernal y Rogelia Pérez, fundadoras de los bailes. Se llamó Cuyacas de la capilla del Carmen, sin embargo en 1935 el baile sufre una escisión, formándose el baile de Cuyacas de Victoria Vernal y el baile de Cuyacas de Iquique. Ambas sociedades religiosas son las únicas cuyacas de la Tirana y su participación ocurre en varios momentos de las misas y ceremonias, aparte de sus propias coreografías o mudanzas en la explanada del pueblo y otras instancias.
Existen también las Cuyacas hijas de Lourdes de Arica, consagradas a la Virgen de las Peñas y las Cuyacas de la Calera. Ambos grupos toman como referencia para su formación, los bailes originales tiraneños.

## Descripción del traje y del baile
Es un baile femenino de paso y trote, ejecutado al ritmo de huayno ejecutado por lakitas.
El traje es una referencia al vestuario de pastoras del altiplano, siendo el vestido una estilización del akso. Lleva faja de lana, cubierta con monedas y abalorios y un bolsillo a modo de chuspa donde llevan sus libros de cantos. Varios collares largos cubren el pecho; pueden estar alrededor de este o entre las dos cucharas que utilizan en el frente, a modo de tupus. Para las cuyacas de Iquique, si la parte redondeada de las cucharas mira hacia arriba, la mujer es casada. Si miran hacia abajo, es soltera. Para las cuyacas de Victoria Vernal, todas son solteras. También llevan honda o guaraca de lana, como referencia al gesto del pastoreo, con la cual las mujeres del altiplano arrean los camélidos. Estas guaracas largas y con pompones se entrelazan para formar variadas figuras y durante todo el paso básico, se baten en el aire a modo de remolino por sobre la cabeza. Sobre esta usan phanta, que es una especie de corona rígida que cubre la frente y se desplaza hacia atrás como paño, en la cual incorporarán elementos cósmicos como soles, estrellas o lunas.

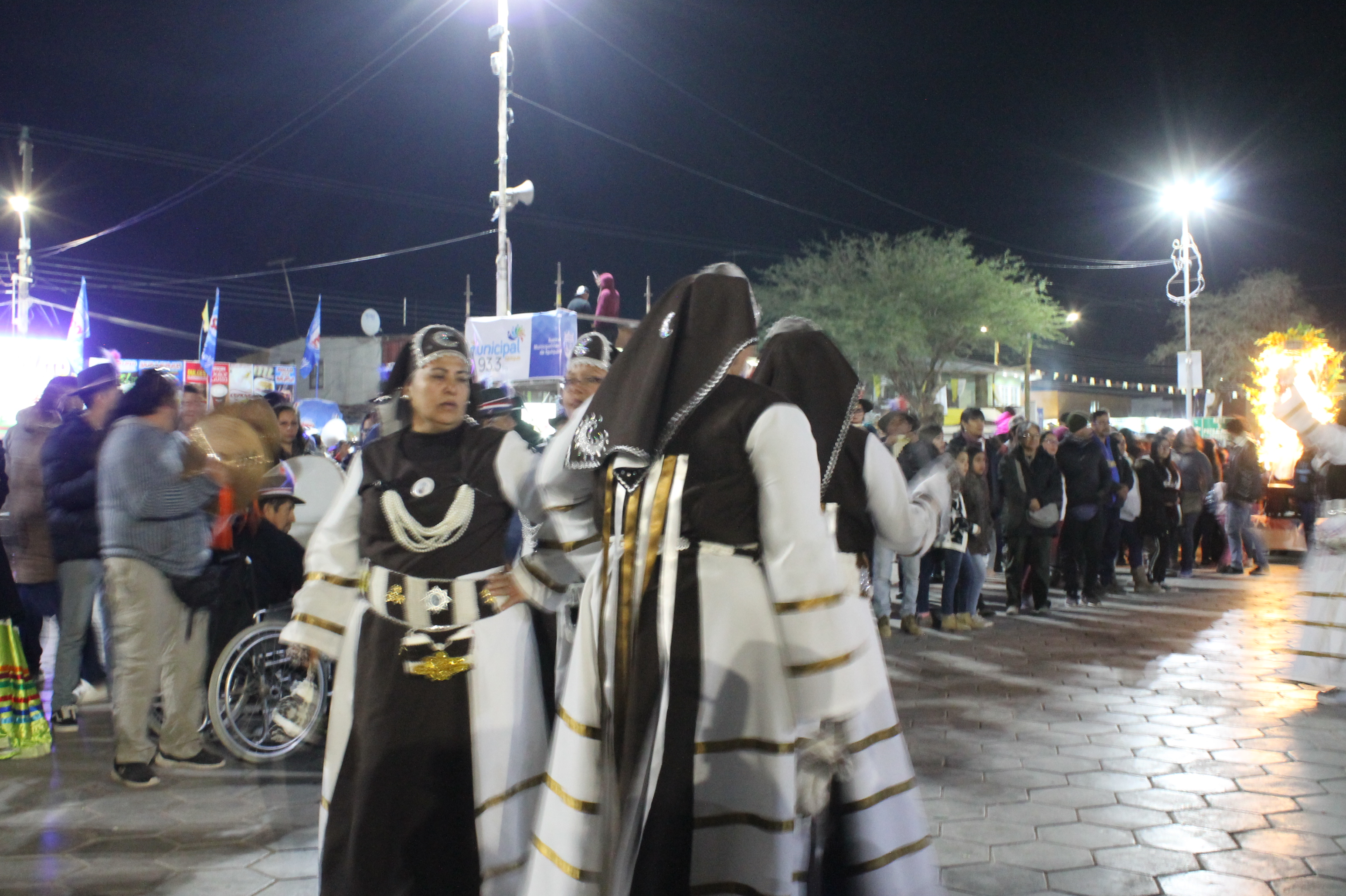
Traje cotidiano Cuyacas de Victoria Vernal

En la Tirana se suelen utilizar al menos dos trajes benditos: el cotidiano y el de gala. Para el cotidiano, las cuyacas utilizan el café carmelita combinado con blanco en honor a la virgen y posee menos abalorios y decoraciones. Es un traje más discreto. Las cuyacas de Iquique no usan cucharas ni faja adornada para este traje y usan una banda blanca cruzada en el pecho. 
El traje de gala, tendrá al verde como protagonista, pues da cuenta del florecimiento de la cuyaca y de la virgen el día 16 de julio. Verde, negro y rojo serán los colores del vestuario y cintas multicolores bordeando los brazos, el ruedo de la falda y la espalda a modo de capa.

## Mudanzas y la Vara
Una mudanza es una acción coreográfica. Dura aproximadamente 45 minutos y se compone de distintos pasos y cruces entre bailarinas. Para las cuyacas son de traslado y de cruce de guaracas con las que formarán figuras como el sol, la estrella, la red, la porfiada, la cara con cara, etc.

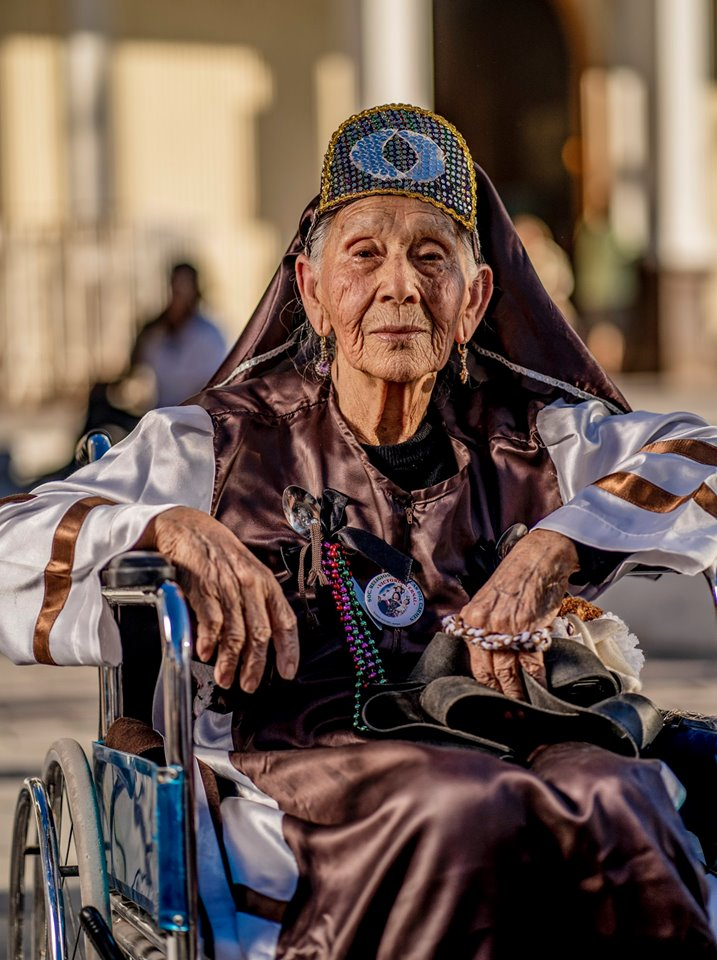
Sra María Isabel Olivares. Bailarina desde los 12 años, Cuyacas del Carmen de Victoria Vernal

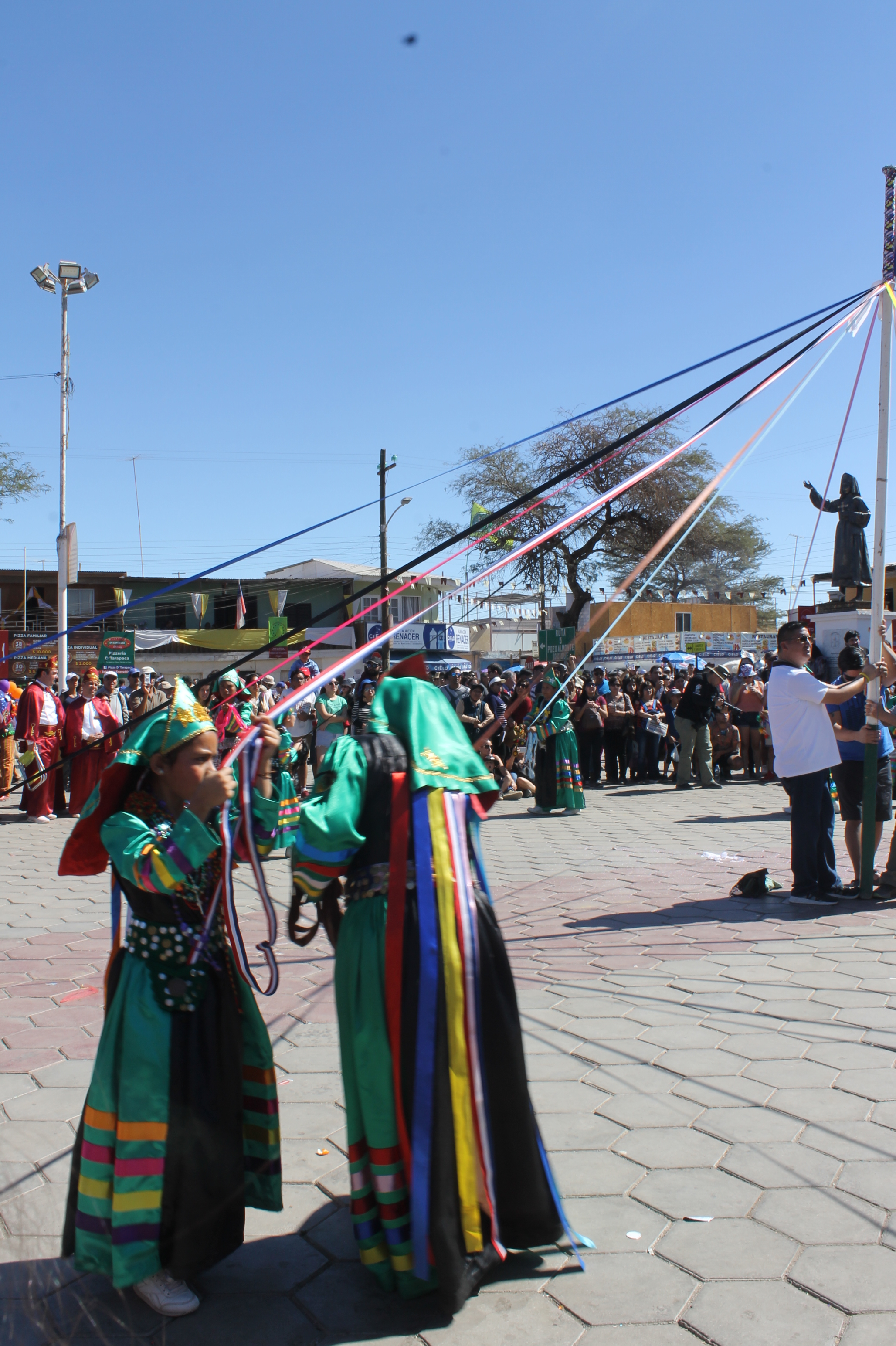
Trenzado de la vara 16/07/2019

La vara es una mudanza ideada y ejecutada únicamente por el baile de cuyacas de Iquique en la Tirana, pues fue creada por Rogelia Pérez en los años 30. También hay antecedente de su ejecución por el baile de Cuyacas de Lourdes de Arica en la fiesta de las Peñas. Consiste en una vara larga con varias cintas de color que le cuelgan. Cada cuyaca toma una cinta (el color representa atributos de la virgen o relacionados) y se irá describiendo en canto, para luego cruzarse una por debajo y otra por arriba, según corresponda. Posteriormente se destrenzará la vara acompañada de canto.
Cabe mencionar que la vara se trenza únicamente el día 16 de julio después de la misa de campaña en la Tirana.

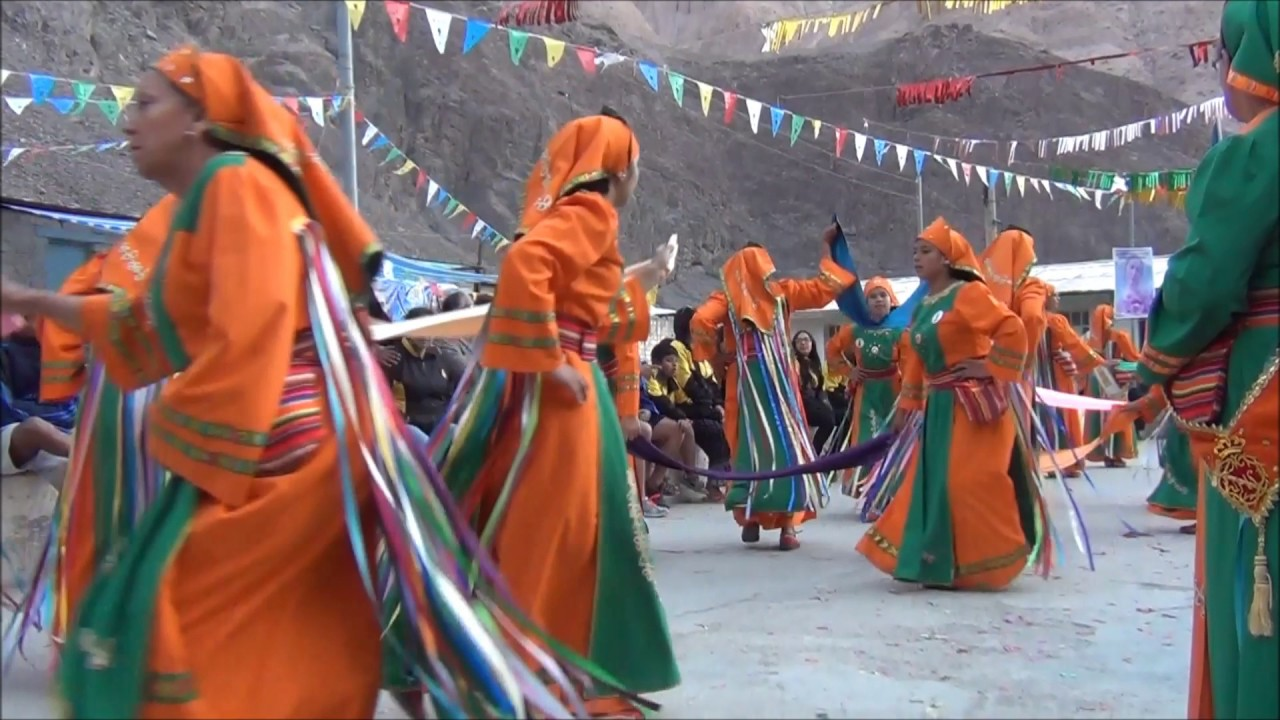
Cuyacas de Lourdes - Arica - Traje de gala variación